# Henrica van Duivenvoorde en Wassenaar
Henrica van Duivenvoorde en Wassenaar (geboren 25. Oktober 1595 vermutlich in Warmond; begraben 4. Mai 1658 in Antwerpen) war eine niederländische Beschützerin der Untergrundpriester.

## Leben
Henrica van Duivenvoorde en Wassenaar wurde am 25. Oktober 1595 vermutlich in Warmond geboren. Sie war die Tochter von Johan van Duivenvoorde und Woude, Lord von Warmond (1547–1610), Admiral von Holland, und Odilia Valkenaar (gestorben 1620). Sie war die zweite eheliche Tochter und das dritte eheliche Kind des Paares und wuchs im Stammhaus Warmond mit ihren Brüdern und Schwestern auf. Ihre Halbschwester Helena, eine Tochter ihres Vaters, wurde in die Familie aufgenommen. Die Familie war ein jüngerer Zweig der im Mannesstamm ausgestorbenen Herren von Wassenaar, der zu Beginn des 17. Jahrhunderts den Namen Wassenaar und das geviertelte Wappen dieses ältesten Zweiges annahm. Die Mitglieder der Familie von Van Duivenvoorde und Wassenaar blieben römisch-katholisch.  Henrica, benannt nach ihrer Großmutter Henrica van Egmont, wurde wahrscheinlich in der Hauskapelle getauft. Ihre Paten waren die Stadt Dordrecht, ihr Großonkel Jonkheer Willem van Doornik und ihre Tanten Anna und Filippa van Duivenvoorde. Als Taufgeschenke brachten sie vergoldete Becher mit. Ihre Schwester Hedwig starb 1606 im Alter von acht Jahren und ihr Vater starb 1610. Sein Bruder Jacob folgte ihm als Herr von Warmond.
Henrica van Duivenvoorde hatte aufgrund einer körperlichen Behinderung, sie hatte einen Buckel, auf dem Heiratsmarkt keine guten Aussichten. In früheren Zeiten wäre sie vermutlich in einem „Adligen-Damenkloster“ untergebracht worden, doch solche gab es 1595 nicht mehr. Deswegen kaufte ihr Vater ihr zwischen 1609 und 1610 drei Leibrenten, mit insgesamt 223 Gulden im Jahr und vermachte ihr ein Haus und einen Hof in Utrecht, sowie Land in der Nähe des Grebbebergs und bei Woerden. Zusätzlich erhielt sie im Alter von fünfzehn Jahren Zugang zu ihren Taufgeschenken und einem silbernen Krug. Im Jahr 1622, im Alter von 27 Jahren, lebte sie immer noch im Huis te Warmond. 1635 erbte sie die Herrschaft De Haak bei Nieuwkoop. Zu dieser Zeit lebte sie in der Plompetorengracht 5 in Utrecht, wo sie die mehr oder weniger im Untergrund laufende katholische „Mission“ in den nördlichen Niederlanden unterstützte.
In dieser Arbeit lag große Gefahr, da der reformierte Stadtrat strikt gegen die Untergrundpfarrer vorging. So gab es am Freitag, den 23. August 1639 eine Durchsuchung in ihrem Haus, da dort exilierte Priester vermutet wurden, darunter auch der apostolische Vikar Philippus Rovenius. Den Priestern gelang die Flucht, es wurden jedoch kompromittierende Dokumente gefunden. Dennoch diente das Haus von Henrica van Duivenvoorde noch einige Zeit als katholischer Stützpunkt. Henrica van Duivenvoorde zog wahrscheinlich, um sich zu schützen, zu ihrer Schwester Margaretha, die 1628 den katholischen Adligen Robert de Cotereau-Westmalle geheiratet hatte und in Antwerpen lebte.
Henrica van Duivenvoorde starb im Alter von 62 Jahren in Antwerpen und wurde am 4. Mai 1658 dort begraben. Sie erhielt einen heraldischen Grabstein und eine Grabinschrift, beide mit dem gekrönten und neuen Wappen derer Van Wassenaar, im Chorumgang der St.-Jakobs-Kirche. Die Grabinschrift stammte von dem Bildhauer Artus Quellinus dem Älteren. Es ist kein Testament von ihr bekannt, aber es ist sicher, dass ihr Haus in Utrecht von ihrer Tante Odilia van Wassenaar-Alkemade geerbt wurde. Im Jahr 1947 wurde in der Halle eine Gedenktafel zur Erinnerung an „vrouwe Hendrina van Duvenvoorde van Wassenaer, vrouwe van de Vrije Haack enz“ angebracht.
Sie wurde nach der romantischen katholischen Tradition zu einer Heldin stilisiert, die verhindert hatte, dass die Reformierten die römisch-katholischen Priester übernahmen. Deshalb wurde sie im 17. Jahrhundert mit den heiligen Jungfrauen Pudentiana und Praxitela verglichen, die Petrus Zuflucht gewährt hätten. Das Epitaph in Antwerpen lobt sie vor allem als Wohltäterin der St.-Jakobs-Kirche. Heute geht man davon aus, dass in ihrem Utrechter Haus eine geheime Kirche eingerichtet wurde. Rovenius soll dort 1651 gestorben und soll im Hinterhof von Henrica van Duivenvoorde und ihrem Personal begraben worden sein. Dieses Grab wurde trotz umfangreicher Sucharbeiten, auch durch Wünschelrutengänger, nie gefunden.
Es ist unklar, welche Rolle Henrica van Duivenvoorde in der Untergrundmission gespielt haben mag, sie wird in der kirchlichen Korrespondenz ihrer Zeit nicht erwähnt. Sogar in einem 1640 veröffentlichten Bericht über den Überfall auf ihr Haus taucht ihr Name nicht auf. Kurz vor ihrem Tod lobte der damalige Pfarrer jedoch die langjährige Gastfreundschaft der „sehr edlen Jungfrau Henrica Duvenvordia, Schwester des Herrn von Warmond und Alkemade“. Die Historiker W. L. Knuif und J. De Jong schlussfolgerten daraus, dass Rovenius tatsächlich bei ihr gelebt hatte. Sie wäre dann 25 Jahre lang die Gefährtin von Rovenius, dem zweiten apostolischen Vikar von Utrecht, gewesen.